# Kerkhof van Rumillies
Het Kerkhof van Rumillies is een gemeentelijke begraafplaats in het Belgische dorp Rumillies, een deelgemeente van Doornik. Ze ligt in het dorpscentrum rond de Maria Magdalenakerk.
Op het kerkhof liggen de graven van 65 Belgische oud-strijders uit beide wereldoorlogen.

## Brits oorlogsgraf
Hier ligt ook het graf van de Britse kapitein Guy Wilbraham Wareing. Hij was een succesvol piloot bij de Royal Air Force met verschillende gewonnen gevechten op zijn naam. Hij sneuvelde op 27 oktober 1918 en is drager van het Distinguished Flying Cross (DFC). Zijn graf wordt onderhouden door de Commonwealth War Graves Commission en is daar geregistreerd als Rumillies Churchyard.